# Versatile (tractormerk)
Versatile is een Canadese tractorfabrikant.
Het bedrijf werd in 1963 opgericht door Peter Pakosh en Roy Robinson, die in 1947 samen Hydraulic Engineering Company hadden opgericht in Toronto. In 1950 verhuisden ze naar Winnipeg, en in 1963 werd Versatile Manufacturing opgericht. Versatile betekend "veelzijdig" in het Engels. Sinds 1966 is het bedrijf vooral gekend als een producent van tractoren.
Het bedrijf kende vele overnames. In 1977 werd het merk verkocht aan Cornat Industries Incorporated. In 1987 werd het onderdeel van een joint venture van Ford en New Holland. In 2000 kwam het in handen van Buhler Industries Incorporated. Sinds 2007 is het in handen van Combine Factory Rostselmash Ltd.